# Regiones de Finlandia
Finlandia se divide en 19 regiones (en finés: maakunta; en sueco: landskap). Las regiones son gobernadas por consejos regionales, que sirven como foros de cooperación para las municipalidades de la región. La tarea clave de las regiones es el plan regional y el desarrollo de empresas y educación. Actualmente, la única región con elección popular para el concejo es Kainuu.
Las regiones representan las variaciones dialectales, culturales y económicas mejor que las provincias, que son puramente divisiones administrativas del gobierno central.
En las islas Åland, las funciones de una región de Finlandia continental las ejerce su gobierno autónomo.

## Regiones
| Región                 | Capital      | Superficie (km²) | Población (hab.) | Densidad poblacional (hab/km²) |
| ---------------------- | ------------ | ---------------- | ---------------- | ------------------------------ |
| Laponia                | Rovaniemi    | 98 946 km²       | 183 775 hab.     | 2,0 hab/km²                    |
| Ostrobotnia del Norte  | Oulu         | 35 504 km²       | 395 922 hab.     | 11,15 hab/km²                  |
| Kainuu                 | Kajaani      | 22 687 km²       | 79 975 hab.      | 3,16 hab/km²                   |
| Carelia del Norte      | Joensuu      | 17 782 km²       | 167 519 hab.     | 7,8 hab/km²                    |
| Savonia del Norte      | Kuopio       | 20 366.70 km²    | 249 000 hab.     | 11,78 hab/km²                  |
| Savonia del Sur        | Mikkeli      | 18 768,33 km²    | 153 738 hab.     | 7,76 hab/km²                   |
| Ostrobotnia del Sur    | Seinäjoki    | 13 459 km²       | 193 585 hab.     | 14,4 hab/km²                   |
| Ostrobotnia            | Vaasa        | 7750,08 km²      | 179 140 hab.     | 22,16 hab/km²                  |
| Pirkanmaa              | Tampere      | 14 469,39 km²    | 491 743 hab.     | 33,67 hab/km²                  |
| Satakunta              | Pori         | 8412,47 km²      | 226 567 hab.     | 26,04 hab/km²                  |
| Ostrobotnia Central    | Kokkola      | 5706 km²         | 70 600 hab.      | 13,02 hab/km²                  |
| Finlandia Central      | Jyväskylä    | 19 950,38 km²    | 272 300 hab.     | 14,34 hab/km²                  |
| Finlandia del Sudoeste | Turku        | 10 912,22 km²    | 481 673 hab.     | 44,14 hab/km²                  |
| Carelia del Sur        | Lappeenranta | 6873 km²         | 132 252 hab.     | 19 hab/km²                     |
| Päijänne Tavastia      | Lahti        | 6257 km²         | 199 700 hab.     | 31,9 hab/km²                   |
| Tavastia Propia        | Hämeenlinna  | 5706 km²         | 175 230 hab.     | 29,9 hab/km²                   |
| Uusimaa                | Helsinki     | 9567 km²         | 1 549 058 hab.   | 160 hab/km²                    |
| Kymenlaakso            | Kouvola      | 5595.36 km²      | 183 300 hab.     | 32,91 hab/km²                  |
| Islas Åland            | Mariehamn    | 1552 km²         | 29 458 hab.      | 18,85 hab/km²                  |